# خوراسغان
خوراسغان (بالفارسية: خوراسگان) هي مدينة تقع في إيران في البلدة المركزية. يقدر عدد سكانها بـ 86,603 نسمة .

## أعلام
- رسول جعفريان